# Лайтс
Лайтс Поксле́йтнер-Бока́н (англ. Lights Poxleitner-Bokan, при народженні — Ва́лері Енн Поксле́йтнер, англ. Valerie Anne Poxleitner; нар. 11 квітня 1987, Тіммінс, провінція Онтаріо, Канада) — канадська співачка, авторка пісень, гітаристка, піаністка, віолончелістка, художниця, продюсерка та громадська діячка.

## Біографія
Народилась 11 квітня 1987 року в Тіммінс, провінція Онтаріо, Канада в сім'ї військових. Дитинство провела в різних частинах світу, зокрема на Філіппінах, Ямайці, в Онтаріо та Британській Колумбії. В 18-річному віці переїхала до Торонто і в цей же час змінила ім'я на Лайтс.
З 12 травня 2012 року Лайтс одружена з музикантом Боу Боканом (нар.1981). 15 лютого 2014 року народила дочку Рокет Вайльд Бокан.

## Кар'єра
Лайтс розпочала кар'єру в 2006 році в якості авторки для музичної компанії «Sony/ATV Music Publishing». В 2007 році її було помічено з Джіаном Гхомеші, який досі є її менеджером. До 2013 року вона записала 3 студійних альбоми:
- The Listening (2009)
- Siberia (2011)
- Siberia Acoustic (2013)

Наприкінці вересня 2014 року Лайтс випустила четвертий альбом, Little Machines, задля підтримки якого незабаром вирушила в турне по США та Європі. 
Окрім іншого, Лайтс також є художницею, в основному коміксів, і громадською діячкою.
Лайтс брала участь у записі пісень «Don't go» і «Crucify Me» британського метал-гурту Bring Me the Horizon, а також «Open Water» гурту Blessthefall.

## Дискографія
- The Listening (2009)
- Siberia (2011)
- Siberia Acoustic (2013)
- Little Machines (2014)
- Skin & Earth (2017)